# Drifting (motorsport)
Drifting er en køreteknik, hvor føreren forsætligt eller uforsætligt overstyrer, som forårsager tab af trækkraft i baghjulene eller alle dæk, men samtidig bevarer kontrollen fra indgang til udgang af et  En bil "drifter" når den bageste glidningsvinkel er større end den forreste afdriftvinkel, i en sådan grad, at forhjulene ofte peger i den modsatte retning af svinget (f.eks drejer bilen til venstre, mens hjulene peger mod højre eller omvendt) .
Som  motorsportsdisciplin afholdes professionele driftingkonkurrencer på verdensplan og vurderes efter hastighed, vinkel, showmanship og linje taget gennem et sving eller en række af.